# Selaginella potaroensis
Selaginella potaroensis är en mosslummerväxtart som beskrevs av Jenm.. Selaginella potaroensis ingår i släktet mosslumrar, och familjen mosslummerväxter. Inga underarter finns listade i Catalogue of Life.